# Distretto di Chincha Alta
Il distretto di Chincha Alta è uno degli undici distretti della provincia di Chincha, in Perù. Si trova nella regione di Ica e si estende su una superficie di 238,34 chilometri quadrati.